# Benjamin Karabinski

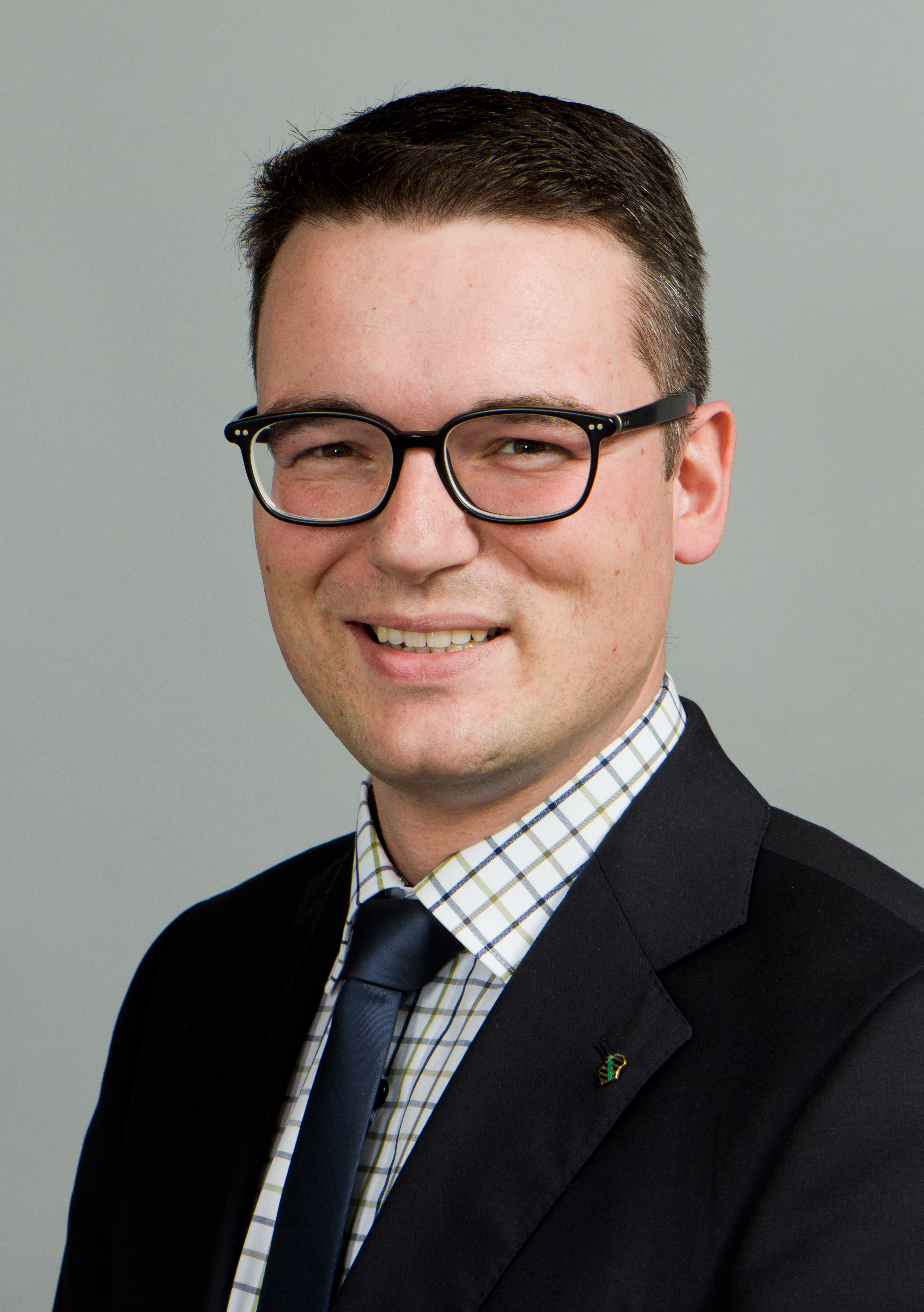
Benjamin Karabinski, 2013

Benjamin Karabinski (* 2. Juli 1981 in Freiberg) ist ein deutscher Politiker (FDP) und war von 2009 bis 2014 Mitglied des Sächsischen Landtags.

## Leben
Karabinski besuchte in Freiberg die Polytechnischen Oberschulen Johann Heinrich Pestalozzi und Clara Zetkin, bevor er 1992 an das Freiberger Geschwister-Scholl-Gymnasium wechselte, wo er 2000 sein Abitur ablegte. Nach einem 15-monatigen Wehrdienst beim Jägerbataillon 371 „Marienberger Jäger“ in Marienberg begann er 2001 an der Universität Leipzig ein Studium der Fächer Geschichte und Gemeinschaftskunde als Lehramt kombiniert mit einem Magisterstudium der Politikwissenschaft und der Neueren und Mittleren Geschichte. Er erhielt ein Begabtenstipendium der Friedrich-Naumann-Stiftung und engagierte sich in der akademischen Selbstverwaltung seiner Alma Mater. Ab 2007 war er selbständig tätig im Bereich der Erwachsenenbildung und Organisationsplanung/Veranstaltungsmanagement. Seit 2015 arbeitet Karabinski in der Ostsächsischen Sparkasse Dresden, wo er auch die kaufmännische Ausbildung und in Kooperation mit der Nord-Ostdeutschen Sparkassenakademie die Weiterbildung zum Fachwirt absolviert hat. Aktuell ist er als Privatkundenberater in einer Dresdner Filiale tätig.

## Politik
Seit 1997 gehört Karabinski der Jungliberalen Aktion Sachsen an, deren Vorsitzender er von 2002 bis 2005 war. Seit 1999 ist er Mitglied der FDP. Von 2003 bis 2011 und von 2017 bis 2019 war er Mitglied des Landesvorstands der FDP Sachsen. Derzeit ist er Vorsitzender des Ortsverbandes Freiberg und Schatzmeister des Kreisverbandes Mittelsachsen. Bei der sächsischen Kommunalwahl 2008 erlangte er ein Mandat im Kreistag Mittelsachsen. Im Juni 2009 wurde er in den Freiberger Stadtrat gewählt und führte seitdem bis 2017 die FDP-Stadtratsfraktion. Bei der Landtagswahl 2009 zog er über die Landesliste der FDP in den Sächsischen Landtag ein. Er war stellvertretender Fraktionsvorsitzender, Mitglied im Innenausschuss, im Ausschuss für Schule und Sport und von April 2012 bis 2014 eines von 19 Mitgliedern des sächsischen NSU-Untersuchungsausschusses „Neonazistische Terrornetzwerke in Sachsen“. Mit dem Ausscheiden der FDP aus dem Landtag nach der Landtagswahl in Sachsen 2014 verlor er sein Abgeordnetenmandat.
Seit 2004 ist Karabinski Mitglied im Verwaltungsrat der Wilhelm-Külz-Stiftung, seit 2015 deren Vorstandsvorsitzender.